# Spirito allegro (film)
Spirito allegro (Blithe Spirit) è un film del 1945 diretto da David Lean.
Il soggetto è tratto dalla pièce teatrale omonima di Noël Coward, dello stesso anno.

## Trama
Per documentarsi in preparazione di un libro che intende scrivere, il romanziere Charles Condomine partecipa a una seduta spiritica condotta dalla medium Madame Arcati.
Benché Charles con sua moglie Ruth e i loro ospiti, i coniugi Bradman, siano decisamente scettici sull'esperimento, in effetti Charles sente la voce della sua prima moglie defunta, Elvira, che poi gli compare nel corso della notte.
Tuttora innamorata, Elvira compie una serie di "dispetti" alla donna che ha preso il suo posto mentre studia il modo di farsi raggiungere nell'aldilà dall'inconsapevole consorte.

## Manifesti e locandine
La realizzazione dei manifesti del film fu affidata al pittore Anselmo Ballester, specializzato nella cartellonistica cinematografica.